# Janine Rozier
Pour les articles homonymes, voir Rozier.
Janine Rozier est une personnalité politique française de la Ve République élue dans le département du Loiret et née le 13 avril 1938.
Au cours de sa carrière politique, elle occupe des fonctions de maire, conseiller général et sénatrice ; elle est membre de l'Union pour un mouvement populaire (UMP).

## Biographie
Janine Rozier nait le 13 avril 1938, peu de temps avant le début de la Seconde Guerre mondiale en septembre 1939.
Clerc de notaire de profession, elle est élue en 1971 maire de la commune d'Ormes située au nord-ouest de l'agglomération orléanaise.
En 1982, elle est élue conseillère générale du Loiret dans le canton d'Ingré. Elle occupe également un poste de vice-présidente du conseil général du Loiret à partir de 1988. 
En 2001, elle fait le choix de quitter ses deux mandats municipal et départemental. C'est alors que le député de la circonscription où se situe Ormes, et président du Conseil général Éric Doligé lui propose d'être deuxième sur la liste qu'il entend mener lors des élections sénatoriales de 2001 dans le Loiret. La liste réunit suffisamment de voix pour faire élire deux élus, Janine Rozier devient alors sénatrice du Loiret. 
Elle ne se représente pas aux élections de 2011 et met ainsi un terme à sa carrière politique.